# Gisement de Timimoun
Le gisement de Timimoun, est un gisement de gaz naturel en Algérie. D'une capacité de 5 millions de mètres cubes de gaz par jour, soit 30 000 barils équivalent pétrole par jour (BEP/jour) et 466 barils/jour de condensât. 
Le gisement est exploité dans le cadre d’un partenariat algéro-franco-espagnol, comporte 37 puits. Le complexe de production est relié au gazoduc GR5 qui transporte vers la zone gazière de Hassi R'mel, le gaz produit dans le Sud-ouest algérien.